# Seri Jaiavardenapura-Cota

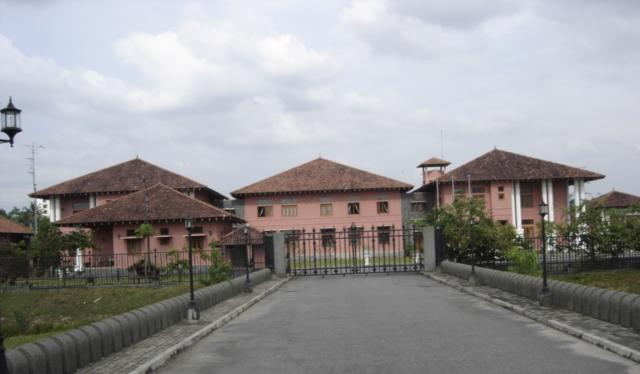
Residência oficial do líder do parlamento cingalês

Seri Jaiavardenapura-Cota, Sri Jaiavardenapura-Cota ou Sri Jayawardenapura-Kotte (em cingalês: ශ්‍රී ජයවර්ධනපුර කෝට්ටේ; em tâmil: ஸ்ரீ ஜயவர்த்தனபுரம் கோட்டே), ou simplesmente Cota, ou Kotte, (significando "fortaleza"), é a capital oficial do Sri Lanka, sendo chamada "Nova Capital".
Está situada na parte ocidental do país, a 6° 54' Norte (latitude) e 79° 54' Este (longitude), na zona suburbana da capital económica e principal cidade da ilha de Ceilão, Colombo, da qual dista cerca de 8 km, a Sudeste. Em 2001, Cota tinha 115 826 habitantes.
O parlamento do Sri Lanka está em Kotte desde a inauguração do seu novo prédio, em 29 de abril de 1982. Assim, a cidade tornou-se a capital administrativa, permanecendo Colombo como capital económica.

## História
Jaiavardenapura foi o nome dado à cidade por seu fundador, Alagakkonara. Em 1979, com a decisão de reurbanizar a cidade e seu entorno para, ali, estabelecer a administração do país, Cota recuperou seu antigo nome — Sri-Jaya-Vardhana-Pura-Kotte (em português, "a abençoada cidade fortificada da crescente vitória").
Cota já havia sido, por 150 anos, a capital do reino cingalês que unificou a ilha no século XV. Foi também a principal base portuguesa do Ceilão Português no século XVI. Foram os portugueses que promoveram a mudança da capital para Colombo, em 1565, devido à fraca capacidade de defesa do local.
Situada em uma zona circundada por lagoas, rios e pântanos, a urbanização de Cota recomeçou no século XIX. Sítios arqueológicos foram então destruídos para retirada de material a ser usado nas novas construções — o que continua a ser feito.
Após a independência do Sri Lanka, no século XX, o processo de urbanização de Cota foi intensificado, visando a absorver o excedente de população de Colombo. Ainda assim, parte do seu território continua ocupada por áreas de produção agrícola, nomeadamente campos de arroz.